# Жихарев, Николай Николаевич
Николай Николаевич Жихарев (род. 1 января 1961) — советский самбист и дзюдоист, бронзовый призёр чемпионатов СССР по самбо 1987 и 1988 годов, бронзовый призёр чемпионата СССР по дзюдо 1985 года, чемпионат Европы по самбо 1987 года, победитель соревнований по дзюдо чемпионата дружественных армий 1985 года в Киеве, мастер спорта СССР международного класса по самбо и дзюдо. Представлял Вооружённые силы (Москва). По самбо выступал в полутяжёлой весовой категории (до 100 кг).

## Всесоюзные соревнования
- Чемпионат СССР по дзюдо 1985 — ;
- Чемпионат СССР по самбо 1987 — ;
- Чемпионат СССР по самбо 1988 — ;